# Гуматы
Гуматы — часть гуминовых веществ (ГВ), которые представляют собой соли гуминовых кислот. Гуматы обладают общими для всех ГВ свойствами: полидисперсностью, нерегулярностью строения и полифункциональностью. Эти свойства проявляются за счет сочетания в молекулярной структуре ароматического ядра и гидрофильной периферии, состоящей в основном из алифатических, олигосахаридных и олигопептидных фрагментов.
Гуматами также называют многочисленную группу препаратов, изготовленных из легкорастворимых солей гуминовых кислот. Эти препараты находят применение в растениеводстве, животноводстве, медицине, строительстве, бурении, экологии, рекультивации и восстановлении земель.

### Производство
В основе получения гуминовых удобрений и препаратов лежит свойство гуминовых кислот образовывать водорастворимые соли с натрием, калием, аммонием. Наиболее распространённым методом получения «природных» гуматов является выделение гуминовых веществ из ископаемого сырья (торфа, угля) в присутствии щелочи. В процессе производства получают балластные и безбалластные гуматы, которые могут также называться «гуминовые удобрения». Отличие безбалластных гуматов (гуминовых удобрений) от балластных заключается в присутствии в последних механических примесей от исходного субстрата, что обусловлено более низкой степенью очистки."
Искусственные, или синтетические, гуматы получают путём переработки лигносодержащего растительного сырья, которое является отходом целлюлозно-бумажных комбинатов (ЦБК). К такому сырью относятся: лигносульфонаты — продукт получения целлюлозы сульфитным способом — и лигнин — побочный продукт гидролизного производства (патент PCT/RU02/00533). Технология предусматривает жидкофазное окисление смеси лигносодержащего сырья со щелочными агентами при температурах 170—200 °С и давлении 0,5—3 МПа с добавлением перекиси водорода и обработкой кислородом воздуха. В результате окисления и частичного синтеза получают тёмноокрашенный раствор гуминоподобных веществ, по части химических признаков похожих на природные гуминовые кислоты. Достоинства метода — в утилизации большого количества отходов ЦБК, дешевизне сырья. К недостаткам стоит отнести высокое содержание серы и тяжёлых металлов, наследуемых из сырья, и меньшую физиологическую активность по отношению к растениям по сравнению с природными гуминовыми препаратами.
Высокая положительная отзывчивость почв и растений на применение гуматов в полевых и лабораторных экспериментах обусловила большой интерес к производству коммерческих гуматов во всем мире. Положительный опыт применения гуматов в сельском хозяйстве, садоводстве и ремедиационных технологиях привёл к тому, что многие промышленные компании стали производить разнообразные гуматы из органического сырья — главным образом из торфа, леонардита и бурого угля, а также из многотоннажных органических отходов, вермикомпостов, сапропеля и др.  Обогащение их элементами питания, применение специальных добавок или особенных режимов производства привело к изобилию на рынке коммерческих гуматов, предлагаемых в качестве органических удобрений, стимуляторов роста растений, мелиорантов для деградированных почв и сорбентов токсикантов .

### Эффективность
Факт положительного влияния ГВ на рост и развитие растений был впервые обнаружен в конце XIX века и позже подтвержден в классических работах Л. А. Христевой, М. М. Кононовой, И. В. Тюрина и С.Ваксмана. Такие исследования особенно активизировались в 1960-х годах, и с того времени по этому вопросу уже накоплен большой массив данных, в том числе и о способности ГВ инактивировать воздействие тяжелых металлов и органических загрязнителей в почвах (Lee, Y.S., and R. J. Bartlett, 1976; Patti, A.F., Verheyen, T.V., Douglas, L., and Wang, X., 1992; Perminova I. V., Kovalevsky D. V., Yashchenko N. Yu. et al. , 1996; Poapst, P. A., and M. Schnitzer, 1971; Visser, S.A. 1986).
В многочисленных полевых и лабораторных экспериментах с различными тест-культурами показано, что применение промышленных гуматов натрия, калия и аммония, независимо от источника сырья для их производства, в оптимальных дозах заметно стимулирует прорастание семян (Родэ и др., 1993; Piccolo A.; Celano G.; Pietramellara G. 1993; Rauthan, B.S., and Schnitzer, M. 1981; Van de Venter, H.A., Furter, M., Dekker, J., and Cronje, I.J., 1991), улучшает дыхание и питание растений (Козюкина Ж. Т.; Клинцаре А. А., 1985; Noble A.D., Randall, P.J., and James, T.R. 1995; Sladky, Z., 1959; Vaughan, D. and J. R. McDonald, 1971), увеличивает длину и биомассу проростков (Lee, Y.S., and R. J. Bartlett, 1976; Poapst, P.A., C. Genier, and M. Schnitzer, 1970; Tan, K.H., and V. Nopamornbodi, 1979; и др.) и уменьшает поступление в растения тяжелых металлов и радионуклидов (Александров и др., 1993; Perminova I. V., Kovalevsky D. V., Yashchenko N. Yu. et al., 1996; Sebestova, E., Machovic, V., and Pavlikova, H. 1997). Этот эффект особенно заметен на ранних стадиях развития растений, но в отдельных случаях проявляется в течение всего онтогенеза, включая урожай продукции (Chen Y., and Aviad, T. 1990; Del Rio, J.C., Czechowski, F., Gonzalez-Vila, F.J., and Martin, F. 1997; Gonet, S. and Kondratowicz-Maciejewska, K. 1999). Многие промышленные гуматы калия и аммония обнаруживают рост-стимулирующий эффект, значительно превышающий их непосредственную питательную ценность, но в относительно высоких дозах они проявляют токсичность. Наиболее сильный эффект ГВ проявляется при неблагоприятных условиях окружающей среды: при недостаточной или избыточной влажности, низких температурах, недостаточной освещенности или при загрязнении тяжелыми металлами, радионуклидами или органическими загрязнителями, так как физиологически активные ГВ повышают устойчивость растений к воздействию неблагоприятных факторов среды.

### Природа физиологического воздействия
Несмотря на полувековую историю изучения механизмов физиологического действия гуминовых кислот и их солей (гуматов) на живые организмы, природа стимулирующего действия до сих пор остается предметом острых дискуссий между представителями различных научных школ.
По мнению Д. С. Орлова (1990), механизмы действия гуминовых кислот и гуматов включают как прямое специфическое влияние на растения, так и защитное действие гуматов, что определяется основными функциями гуминовых кислот в биосфере: аккумулятивной, транспортной, регуляторной, протекторной и физиологической. В случае применения препаратов гуминовых кислот и гуматов в качестве физиологически активных веществ логично рассматривать две последние функции.
При рассмотрении физиологического и стимулирующего действия природных гуминовых кислот на высшие растения С. С. Драгунов (Драгунов, 1980) отмечает пять возможных и различных случаев их воздействия на растения: гормональное воздействие; улучшение проникновения минеральных питательных элементов через корни растений; проникновение тех же минеральных элементов в виде гумино-минеральных соединений; активное участие в окислительно-восстановительных процессах растительной клетки; предварительное ферментативное расщепление с образованием стимулирующих соединений. Начиная с 50-х годов прошлого столетия опубликовано большое количество работ по теоретическим основам механизма физиологического действия гуматов в системе почва — растения. Однако до сих пор нет единого исчерпывающего ответа на этот вопрос.
Описанные в литературе гипотезы возможных главных механизмов влияния гуматов могут быть сведены в четыре группы:
Оптимизация корневого питания растений. Это: a) непосредственное поступление питательных веществ и микроэлементов; b) мобилизация соединений фосфора в биодоступные формы; c) мобилизация и транспорт катионов переходных металлов (в частности, меди, железа и цинка) в доступной растениям хелатной форме; и d) оптимизация свойств почвы (обеспечение энергии для почвенных микроорганизмов и усиление микробиологической деятельности, усиление водоудерживающей способности, упрочнение структуры и др.). С позиций свойств препарата эти эффекты сводятся к вещественному составу препарата, количеству и природе кислых функциональных групп, структуре полифенольного ядра и структуре гидролизуемой части макромолекулы как главных компонентов, формирующих комплексообразущие способности органических лигандов.
Оптимизация внекорневого питания растений. Будучи поверхностно-активными веществами, гуминовые кислоты и фульвокислоты снижают поверхностное натяжение водных растворов, увеличивая тем самым проницаемость клеточных мембран. В свою очередь это оптимизирует пропускную способность транспортной системы растений — ускоряет передвижение питательных веществ. Это ускоряет метаболизм энергии, интенсивность фотосинтеза и синтез хлорофилла. За счет своей амфифильности гуминовые вещества влияют на гидрофильные и гидрофобные участки на поверхностях мембран. Кроме того, многие ученые полагают, что фосфолипидные составляющие клеточных мембран также подвержены влиянию гуминовых веществ.
Влияние ГВ на физиологические процессы растений. При поступлении гуминовых веществ в клетки в мембранах и эндоплазматических компонентах растительных клеток происходит ряд биохимических реакций:
A) Предполагается, что гуминовые вещества усиливают синтез высокоэнергетического аденозинтрифосфата (АТФ) в клетках, который оптимизирует дыхание растений. Этот механизм может быть обусловлен кислыми функциональными группами ГВ, так как ионы водорода способствуют синтезу АТФ.
B) Некоторые молекулярные составляющие ГВ приводят к формированию ростовых фитогормонов или действуют как «гормоноподобные» вещества. Это может быть связано с присутствием орто-хинонов в ароматической части молекулы гуминовой кислоты, которые играют роль дегидрогеназ в окислительных процессах клетки.
C) Усиление ферментативной активности, так как ферменты — сложные протеиды — стабилизируются за счет присутствия ковалентных связей в гуминовой молекуле. Так, при применении ГВ показано увеличение содержания каталазы, пероксидазы, дифенилоксидазы и инвертазы.
Детоксикация, или инактивация токсикантов в почве — её обычно связывают с сорбционной емкостью ГВ, количеством сильных и слабых кислых функциональных групп, гидрофобностью, сорбционной емкостью в отношении тяжелых металлов и ксенобиотиков.

### Области применения
Промышленные гуматы, производимые сегодня различными компаниями из природного сырья (угля, торфа, леонардита, донных отложений, органических отходов и др.), по данным многих исследований, могут действовать как эффективные почвенные мелиоранты и материалы для восстановления деградированных и загрязненных почв, причем их влияние наиболее эффективно при неблагоприятных условиях окружающей среды (Азанова-Вафина Ф.Г, 1999; Безуглова О. С.; Шевченко И.Д, 1996; Berkowitz, N., Chakrabartty, K., Cook, F.D., and Fujikawa, J.I., 1970; Ekeh, R.C., Mbagwu, J.S.C., Agbim, N.N., and Piccolo, A. 1997; Hafidi M.; Checkouri I.; Kaemmerer M.; Revel J.C.; Bailly J.R., 1997; Perminova I. V., Kovalevsky D. V., Yashchenko N. Yu. et al, 1996).
Вместе с тем ряд вопросов в связи с использованием промышленных гуматов ещё остается нерешенным. Сегодня, как и десятилетие назад, недостаточно данных о характере и действии гуматов в зависимости от сырья для их получения, метода их выделения и предварительной обработки, а также очевидно присутствующих различий в химической структуре и свойствах между природными и промышленными гуматами. Некоторые недостатки и ограничения использования коммерческих гуматов неоднократно подчеркивались в литературе (Lobartini, J.C., Tan, K.H., Rema, J.A., Gingle, A.R., Pape, C, and Himmelsbach, D.S., 1992; Malcolm, R.L., and MacCarthy, P. 1986 и др.). Гуматы обычно содержат от 30 % до 60 % гуминовых кислот и минимальное количество фульвокислот и присущих почвенному гумусу белков и полисахаридов. В силу полифункциональности своей химической структуры они взаимодействуют с минеральной частью почвы, что часто приводит к их иммобилизации почвой и инактивации, особенно на почвах тяжелого гранулометрического состава. При рекомендуемых для гуматов малых дозах их внесения в почву (200—600 г/га) они не приводят к существенному увеличению в почве азота и углерода. Поэтому промышленные гуматы нельзя отождествлять с почвенным гумусом или органическими удобрениями, а следует рассматривать как почвенные кондиционеры, стимуляторы роста, детоксиканты загрязненных почв и средства, повышающие устойчивость растений к неблагоприятным факторам среды.